# Lixodessa
Lixodessa är ett släkte av fjärilar. Lixodessa ingår i familjen stävmalar.
Kladogram enligt Catalogue of Life:
| Lixodessa | \| \| Lixodessa albifrontella \| \| \| \| \| \| Lixodessa captivella \| \| \| \| \| \| Lixodessa ochrofasciella \| \| \| \| \| \| Lixodessa sarothamnella \| \| \| \| \| \| Lixodessa schoenmanni \| \| \| \| \| \| Lixodessa serratella \| \| \| \| |
|           | \| \| Lixodessa albifrontella \| \| \| \| \| \| Lixodessa captivella \| \| \| \| \| \| Lixodessa ochrofasciella \| \| \| \| \| \| Lixodessa sarothamnella \| \| \| \| \| \| Lixodessa schoenmanni \| \| \| \| \| \| Lixodessa serratella \| \| \| \| |
|           | Lixodessa albifrontella |
|           | |
|           | Lixodessa captivella |
|           | |
|           | Lixodessa ochrofasciella |
|           | |
|           | Lixodessa sarothamnella |
|           | |
|           | Lixodessa schoenmanni |
|           | |
|           | Lixodessa serratella |
|           | |